# Banco Nacional Ultramarino

Logo

Die Banco Nacional Ultramarino (deutsch „Nationale Überseebank“) ist eine portugiesische Bank, die vor allem in den ehemaligen Kolonien Portugals tätig ist. Sie ist eine Tochter der öffentlichen, portugiesischen Bank Caixa Geral de Depósitos.

## Geschichte

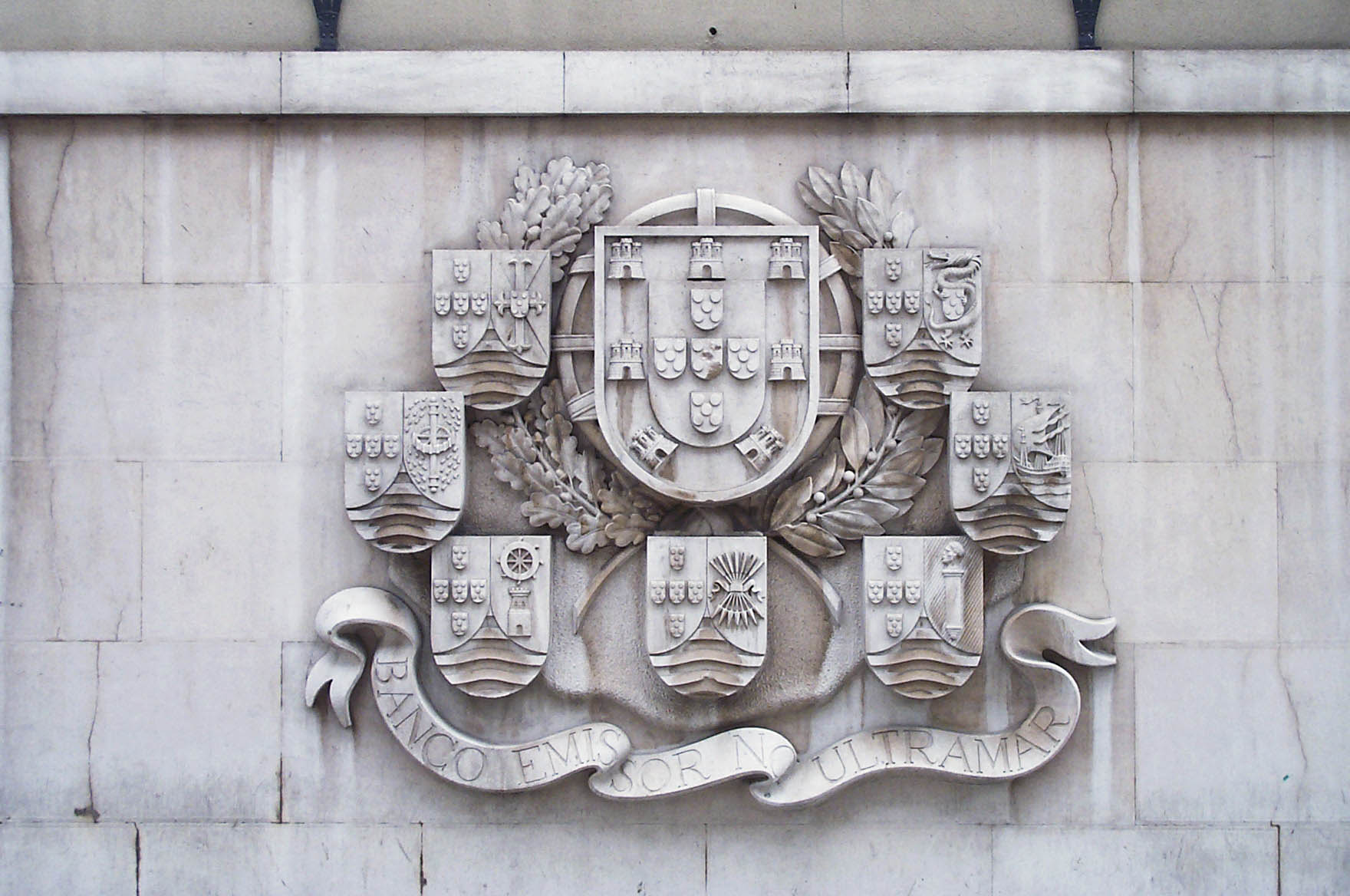
Fassade der Banco Nacional Ultramarino in Lissabon mit den Wappen der Kolonien

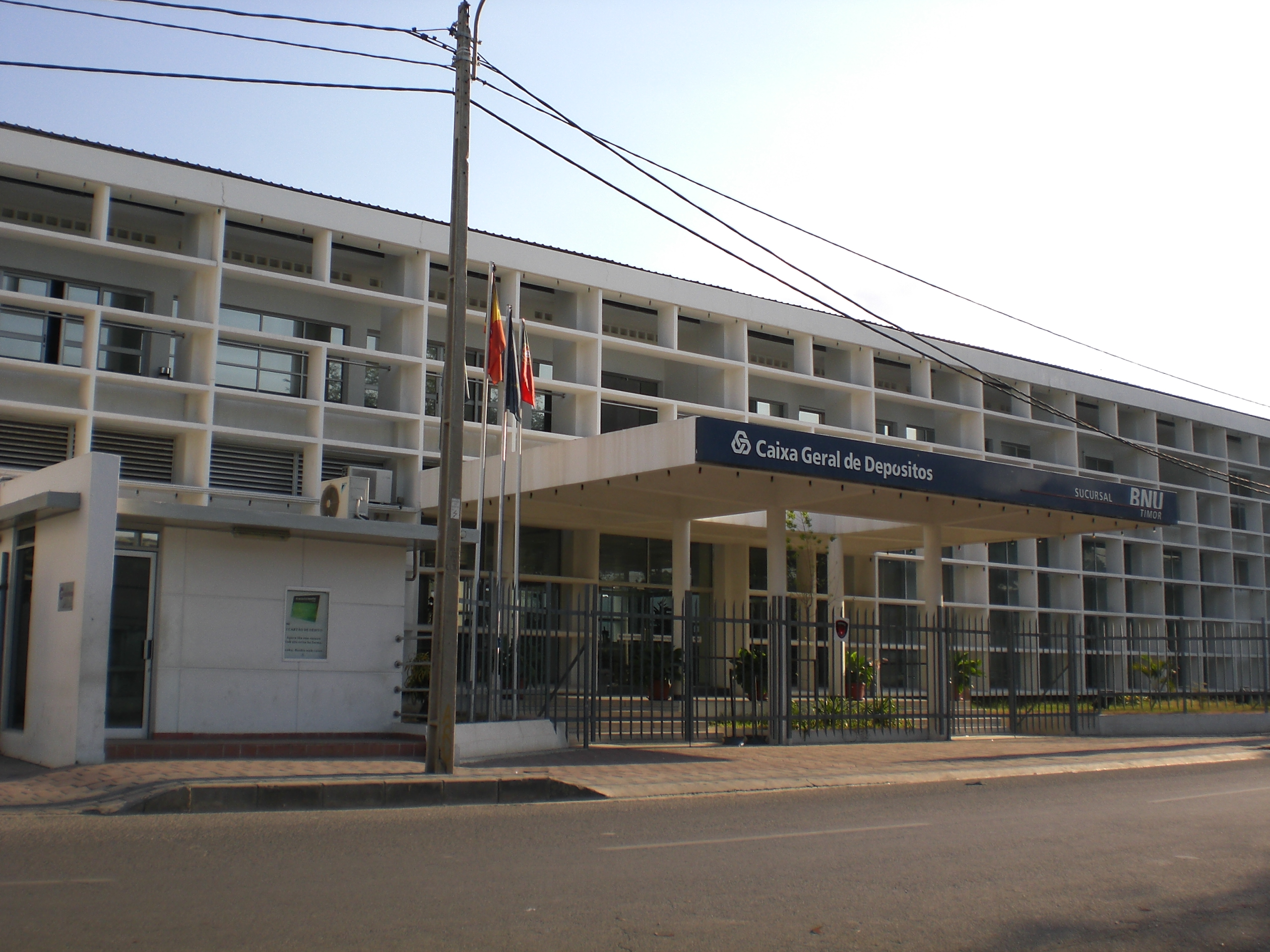
Banco Nacional Ultramarino in Dili

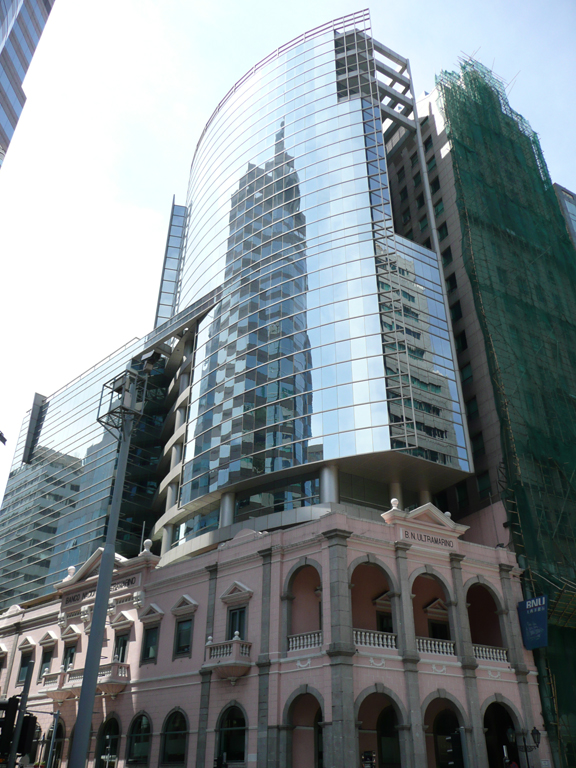
Sitz der BNU in Macau.

Die Bank wurde 1864 auf Initiative von José da Silva Mendes Leal, des Ministers für Marine und Überseeangelegenheiten, in Lissabon gegründet, um den Geldverkehr in den Kolonien zu steuern. Die Bank gab die Banknoten der Kolonien aus. Im Jahr darauf wurden Zweigstellen in Luanda (Angola) und Praia (Kap Verde) eröffnet, 1868 auch in São Tomé und Príncipe, Margão (Goa) und Mosambik.
1901 verlor die BNU ihre Monopolstellung in den Kolonien, behielt aber weiter das Recht, die Banknoten dort auszugeben. Ein Jahr später wurden Zweigstellen in Macau und Bolama (Portugiesisch-Guinea) eröffnet. Erst 1912 folgte eine Filiale in Dili, mit der auch die letzte Kolonie Portugiesisch-Timor einen Ableger bekam. Außerdem gründete man eine Zweigstelle in der ehemaligen Kolonie Brasilien. 1919 wurden die ersten Filialen in nicht lusophonen Gebieten gegründet, nämlich in Stanleyville (das heutige Kisangani) in Belgisch-Kongo und im französischen Paris. 1920 folgte eine Zweigstelle in Bombay (Britisch-Indien).
1926 verlor die BNU ihr Monopol zur Geldausgabe in Angola zugunsten der neugegründeten Banco de Angola. Zudem wurde die Zweigstelle in Stanleyville der Banco de Angola übertragen. 1929 wurde in London die BNU-Tochter Anglo-Portuguese Colonial and Overseas Bank gegründet, die Filiale in Paris wurde zur Tochtergesellschaft Banque Franco-Portugaise d’Outre-Mer.
1952 wurden die Filialen in Indien geschlossen. 1965 gründeten die BNU, die Banco Português do Atlântico, die Banco de Angola und die südafrikanische General Mining die Bank of Lisbon and South Africa, die spätere Mercantile Lisbon Bank. In den 1970ern kaufte die BNU Anteile an der Luxemburger Banque Interatlantique und eröffnete ein Büro in London. Nach der Nelkenrevolution wurde die BNU verstaatlicht. Durch die Unabhängigkeit der portugiesischen Kolonien verlor die BNU an Bedeutung. In Mosambik verstaatlichte die dortige Regierung die dortigen Teile der Bank und nannte sie um in die Banco de Moçambique. Gleiches geschah in São Tomé und Principe (Banco Central de São Tomé e Príncipe) und in Kap Verde (Banco de Cabo Verde).
1988 wurde, neben der Republik Portugal, die Caixa Geral de Depósitos der Hauptanteilseigner der BNU. 1991 wurde erneut eine Filiale in London eröffnet, 1993 in der chinesischen Sonderwirtschaftszone Zhuhai. 1993 übernahm die Caixa Geral de Depósitos auch die Anteilsmehrheit an der Banque Franco-Portugaise d’Outre-Mer. 1995 vereinbarte man mit der Regierung der Volksrepublik China, dass nach Rückgabe Macaus an China 1999, die BNU weiter bis 2010 in der bisher portugiesischen Besitzung Banknoten ausgeben dürfe. 1999 wurde ein Büro in Bombay und in Panaji (Goa) eröffnet und im osttimoresischen Dili eine Filiale wiedereröffnet.
2000 vereinbarte die BNU mit Macau, dass die Bank weiter die Staatskasse der Sonderverwaltungszone bis 2010 verwaltet. 2001 wurde die BNU in die Caixa Geral de Depósitos integriert. Die Banque Franco-Portugaise d’Outre-Mer wurde eine Tochter der Caixa Geral de Depósitos. Die Filiale in Macau wurde von der Regierung der Sonderwirtschaftszone am 1. Juli 2001 als Banco Nacional Ultramarino S.A. eingegliedert, blieb aber eine hundertprozentige Tochtergesellschaft der Caixa Geral de Depósitos. 2002 übernahm die Caixa Geral de Depósitos auch die Mehrheit der Mercantile Lisbon Bank von Südafrika. Heute heißt sie Mercantile Bank.

Geldscheine aus Macau, der obere von der BNU ausgegeben